# Mack Swain

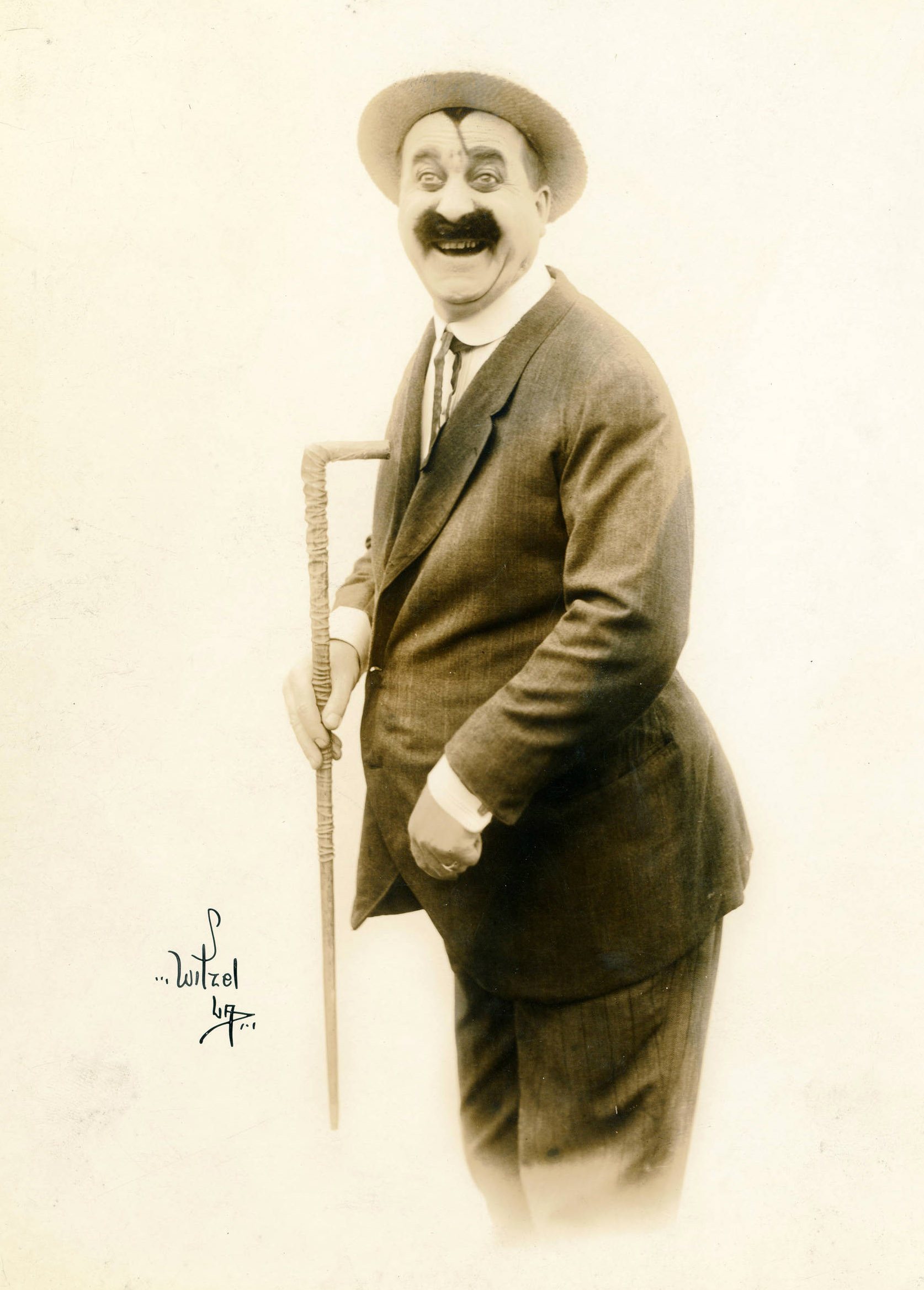
Mack Swain în 1920

Mack Swain născut ca Moroni Swain, n. 16 februarie 1876, Salt Lake City, Utah, SUA – d. 25 august 1935, Tacoma, Washington, SUA) este un actor american din epoca filmului mut. A jucat în multe comedii produse de Mack Sennett și/sau Charlie Chaplin la Keystone Studios.

## Filmografie (selecție)
- Caught in the Rain (1914) ca soț
- His Musical Career (1914)
- Charlot și Mabel la plimbare (1914,  Getting Acquainted) ca Ambrose
- Tillie's Punctured Romance (1914) ca John Banks
- Charlot, om preistoric (1914, His Prehistoric Past) ca regele Low-Brow
- Love, Speed and Thrills (1915)
- The Idle Class (1921)
- Pay Day (1922)
- The Pilgrim (1923)
- The Gold Rush (1925) as Big Jim McKay
- Torrent (1926)
- Her Big Night (1926)
- Honesty – The Best Policy (1926)
- Whispering Wires (1926)
- My Best Girl (1927)
- Becky (1927)
- Gentlemen Prefer Blondes (1928)
- Tillie's Punctured Romance (1928)
- Mockery (1929)
- The Last Warning (1929)
- Redemption (1930)

## Imagini

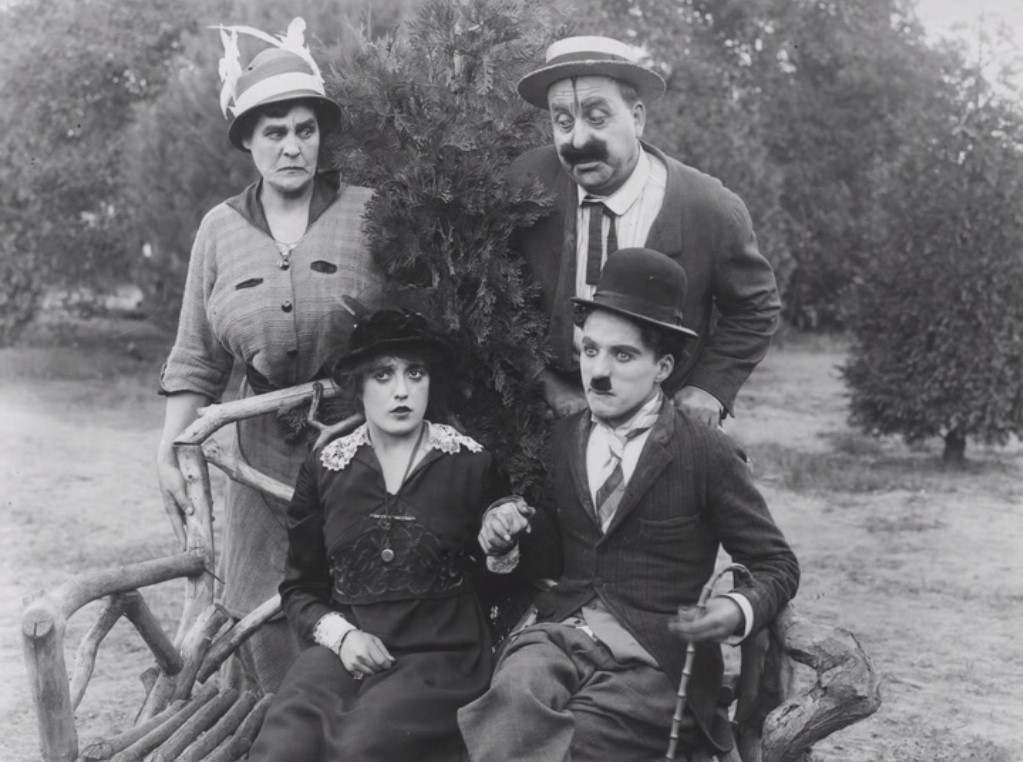
În sensul acelor de ceasornic: Phyllis Allen, Mack Swain, Charles Chaplin şi Mabel Normand în Getting Acquainted (1914)
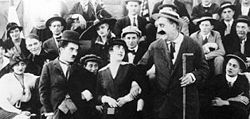
Cu Charlie Chaplin şi Mabel Normand în Gentlemen of Nerve (1914)
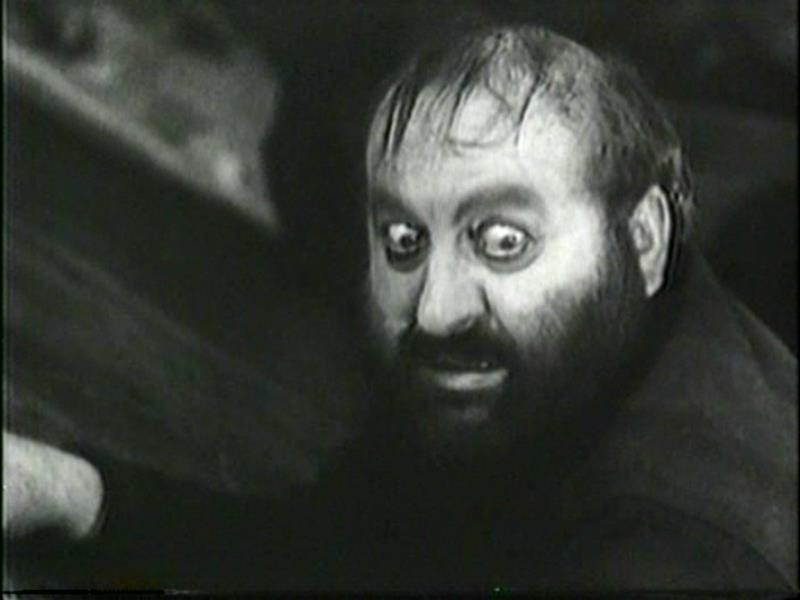
În Goana după aur (1925)

## Legături externe
Materiale media legate de Mack Swain la Wikimedia Commons
- Mack Swain la Internet Movie Database

## Vezi și
- Listă de actori americani